# Jugoslawische Beachhandball-Nationalmannschaft der Männer
Die jugoslawische Beachhandball-Nationalmannschaft der Männer repräsentierte den Jugoslawischen Handball-Verband als Auswahlmannschaft auf internationaler Ebene bei Länderspielen im Beachhandball gegen Mannschaften anderer nationaler Verbände. Den Kader nominierte der Nationaltrainer.
Das weibliche Pendant war die Jugoslawische Beachhandball-Nationalmannschaft der Frauen.

## Geschichte
Die jugoslawische Beachhandball-Nationalmannschaft war eine der früheren europäischen Gründungen zu Beginn der 2000er Jahre in dieser damals noch sehr jungen Sportart, wurde aber später aufgestellt, als das weibliche Pendant, das schon 2000 zur ersten Europameisterschaft in Gaeta, Italien antrat. Sie gehörte im Jahr 2002 zu den Teilnehmern der EM in Cádiz. In Spanien erreichte die Mannschaft bei ihrer einzigen Teilnahme an einer internationalen Meisterschaft den fünften Rang unter 16 teilnehmenden Nationalmannschaften.
Nach Auflösung Jugoslawiens im Februar 2003 wurde die Serbisch-montenegrinische Nationalmannschaft direkter Nachfolger.

## Teilnahmen
| World Games - 2001: nicht eingeladen | Europameisterschaften - 2000: nicht teilgenommen - 2002: 5. |